# 雨森信成
雨森 信成（あまもり のぶしげ、1858年 - 1906年）は、プロテスタント源流の一つ横浜バンドのメンバー。伝道者、宣教師の通訳として活躍した人物で、英語教育者としても活躍した。晩年の小泉八雲の親しい友人としても知られる。

## 生涯

### 幼少期
1858年（安政5年）、福井藩士である松原十郎の次男として生まれた。1871年に福井藩藩校である藩校明新館に入学した。この年の1871年(明治4年)3月、藩主松平春嶽の招きでW・E・グリフィスが化学と物理の教師として赴任してきた。

### 横浜時代
1871年廃藩置県により福井藩が消滅すると、雨森は横浜でアメリカ・オランダ改革派教会宣教師S・R・ブラウンの私塾ブラウン塾で英学を学んだ。　
明新館が、中学になり、グリフィスの後輩であるM.N.ワイコフがグリフィスの後任として赴任したので、雨森はワイコフの通訳として呼び戻された。1873年(明治6年)に信成は元福井藩家老・雨森家の婿養子となった。

### 新潟時代
M・N・ワイコフが新潟英語学校に移動したため、これに同行する、その後新潟で宣教活動と医療活動をしていたエディンバラ医療宣教会のT・A・パームの通訳兼助手になった。新潟でパームの助手をしている時、現地人の迫害で説教中に拉致される事件があった。この事件で頭痛に悩まされることになり、3ヶ月でブラウン塾に戻った。雨森の後任には、押川方義が志願した。

### 教師時代
1875年(明治8年)キリスト教徒になったことが原因で雨森家から離縁された。信成は離婚後も雨森姓を名乗り、メアリー・キダーの女学校（現・フェリス女学院）の教師となる。
1877年(明治10年)には築地の東京一致神学校の第一期生になった。1881年(明治14年)、ワイコフの先志学校の教師となる。

### 棄教・晩年
後に、米国に留学して諸外国を放浪した後、西欧のキリスト教文明に失望し、キリスト教を棄教することになる。晩年は小泉八雲の親友として多くの影響を与えた。
1903年(明治36年)には横浜グランドホテル内でクリーニング業を営んだ。